# Hans Joachim von Reischach
Hans Joachim Graf von Reischach (* 8. November 1908 in Stuttgart; † 4. Februar 1966 ebenda) war ein deutscher Journalist, Betreiber eines Nachrichtenbüros und Funktionär in nationalsozialistischen Organisationen.

## Leben
Reischach wurde als Sohn des Hauptmanns Karl August Graf von Reischach (1872–1951) und dessen Ehefrau Margot Gräfin von Normann-Ehrenfels (1878–1955) geboren. Bereits 1923 trat er dem Bund Oberland bei und nahm einen Tag nach seinem 15. Geburtstag als Teil einer nach Freilassing marschierenden Kompanie am Hitlerputsch teil. Nach seinem Abitur in Breslau studierte Reischach Rechtswissenschaften und Volkswirtschaft.
Als Mitglied der SA war Reischach Truppführer und Standartenadjutant, zudem wirkte er als Gauredner. 1929 übernahm er die Chefredaktion des NSDAP-eigenen Oberbergischen Boten und arbeitete ab Januar 1930 in gleicher Position bei dem ebenfalls der NSDAP zugehörigen Koblenzer Nationalblatt, zum 1. April 1930 trat er der NSDAP bei (Mitgliedsnummer 232.245). Er kam 1931 als politischer Schriftleiter zum Kölner Westdeutschen Beobachter und wurde im selben Jahr auch Kreisleiter des Stadt- und Landkreises Koblenz.
Seit dem 1. Dezember 1932 betrieb Reischach mit dem nach ihm benannten Zeitungsdienst Graf Reischach ein eigenes Nachrichtenbüro, das auf einen durch Robert Ley gegründeten Vorgänger zurückging. Das Unternehmen unterhielt auch Auslandsvertretungen und einen Fernschreib- und Telefondienst. Zunächst belieferte es sechs Zeitungen im westdeutschen Gebiet, expandierte dann aber rasch. Der Dienst wurde 1937 durch den Reichsleiter für die Presse Max Amann übernommen und damit der NSDAP eingegliedert. Ab Juni 1933 hatte Reischach den Vorsitz des Berliner Verbands der Auswärtigen Presse inne. Außerdem gehörte er dem „Kleinen Führerrat“ des Reichsverbands der deutschen Presse an. Während des Zweiten Weltkriegs gehörte auch Reischach zu den Kriegsberichterstattern.
Seit 1933 war Reischach Stabswalter in der Reichsorganisationsleitung der NSDAP, zudem bekleidete er die Position des Leiters des Propagandaamtes der Deutschen Arbeitsfront. Obwohl sich Propagandaminister Joseph Goebbels in seinen Tagebüchern sonst nicht über ihn äußerte, legt ein Eintrag nahe, dass Reischach zu seinen Vertrauten gehörte. Sein Zeitungsdienst stellte gegen Ende des Zweiten Weltkriegs den Betrieb ein.
Nach dem Krieg wurde Reischach durch den früheren Staatssekretär im Reichsministerium für Volksaufklärung und Propaganda Werner Naumann, der sich um eine Erneuerung seiner Bekanntschaften mit prominenten Persönlichkeiten des NS-Regimes bemühte, kontaktiert. Zum sich herauskristallisierenden Naumann-Kreis, der später die FDP zu unterwandern versuchte, gehörte er anschließend jedoch nicht.
Zuletzt arbeitete Reischach als Presse- und Anzeigenleiter der Düsseldorfer Continental Elektroindustrie AG. Er war auch Mitglied von Komitees des Bundesverbands der Deutschen Industrie und Zentralverbands der Elektrotechnik- und Elektronikindustrie.
Hans Joachim heiratete am 7. November 1934 in Stuttgart Gabriele Seeger (1905–1990). Das Paar hatte den Sohn Dietrich (* 1937), den Adoptivsohn seines Großonkels Ulrich Graf von Reischach (1893–1972).